# Yakalelo
Yakalelo is een nummer van de Frans-Algerijnse wereldmuziekband Nomads uit 1998. Het is de eerste single van hun album Better World.
"Yakalelo" leverde Nomads een hit op in Franstalig Europa en in Nederland. In Frankrijk bereikte het de 2e positie, en in de Nederlandse Top 40 de 9e. Nomads hebben het succes van het nummer later nooit meer weten te overtreffen. De single was tevens hun enige hit, waardoor de band kan worden gezien als een eendagsvlieg.

## Tracklijst
- 12"-single, Frankrijk (1998)

1. "Yakalelo" (House Remix) – 6:44
2. "Yakalelo" (Positive Club Remix) – 5:09
3. "Yakalelo" (Gipsys' Remix) – 4:06
4. "Yakalelo" (Radioversie) – 3:35
5. "Yakalelo" (LP-versie) – 4:15

- Cd-single, Europa (1998)

1. "Yakalelo" (LP Version) – 4:15
2. "Yakalelo" (Grips Tribal Heaven Mix) – 7:29
3. "Yakalelo" (House Remix) – 6:44

- Cd maxi, Frankrijk (1998)

1. "Yakalelo" (House Remix) – 6:44
2. "Yakalelo" (Positive Club Remix) – 5:09
3. "Yakalelo" (Gipsy's Remix) – 4:06
4. "Yakalelo" (Radioversie) – 3:35
5. "Yakalelo" (LP-versie) – 4:15